# Diolenius angustipes
Diolenius angustipes là một loài nhện trong họ Salticidae.
Loài này thuộc chi Diolenius. Diolenius angustipes được Gardzińska & Marek Żabka miêu tả năm 2006.